# Despre beneficiul episcopal de Lipari și revendicările acestuia
Sul beneficio vescovile di Lipari e sue rivendiche. Lavori storici e giuridici este o lucrare scrisă de Antonino Natoli La Rosa în 1896, care tratează despre controversa liparitana și despre revendicările juridice și istorice legate de beneficiile bisericești de pe insula Lipari. Lucrarea se concentrează pe un conflict istoric semnificativ dintre stat și biserică în Sicilia, legat de taxele impuse pe terenurile bisericești.

## Context istoric
Controversa liparitana face referire la un conflict între Regatul Siciliei și Santa Sede, început în 1711, dintr-o dispută locală între Vescovii de Lipari și doi oficiali fiscali. Conflictul a escaladat rapid, devenind un punct central al dezbaterii între cei care susțineau autoritatea regală (regaliști) și cei care susțineau drepturile papale. Inițial, disputa a apărut când doi oficiali fiscali au cerut plata unei taxe pe o cantitate de năut care aparținea Vescovia de Lipari și care, conform tradiției, era scutită de taxe.
Vescovul de Lipari, considerând că drepturile sale erau încălcate, a aplicat o scomunică celor doi oficiali fiscali, iar conflictul s-a transformat rapid într-o dispută juridică între stat și biserică.

## Conținut
Lucrarea Sul beneficio vescovile di Lipari e sue rivendiche. Lavori storici e giuridici abordează istoricul acestei dispute, prezentând contextul în care a avut loc și implicările sale în raporturile dintre autoritatea bisericii și autoritatea regală. Antonino Natoli La Rosa analizează mai profund revendicările bisericii asupra terenurilor și taxelor, evidențiind conflictele legale și sociale care au apărut în urma acestora. El argumentează că, de-a lungul decadelor, controversele între stat și biserică au avut un impact semnificativ asupra vieții politice și sociale din Sicilia.

## Istorie
În 1711, două ofițere fiscale au solicitat plata unei taxe pe un sac de năut vândut de un comerciant din piața din Lipari, care a fost delegat de către vescovul local să vândă produsele. Vescovul, considerând că acest lucru afecta drepturile sale de exonerare de taxe, a aplicat scomunica oficialilor fiscali. După acest act, oficialii fiscali au apelat la autoritățile regale, iar cazul a ajuns în fața tribunalului regiunii, care a revocat scomunica aplicată de biserică. 
În cele din urmă, această dispută a dus la o serie de conflicte legale între statul sicilian și autoritatea papală, iar implicațiile sale juridice și politice au fost dezbătute pe parcursul decadelor următoare.

## Autor
Antonino Natoli La Rosa (1837-1916) a fost un important jurist, scriitor și politician italian, cunoscut pentru lucrările sale în domeniul dreptului și al politicii, dar și pentru implicarea sa în dezbaterile legate de mafia și biserica. El a fost fratele unui episcop de Lipari, și a avut un rol esențial în cercetarea și publicarea acestei lucrări istorico-juridice.

## Impactul lucrării
Lucrarea a avut un impact semnificativ asupra înțelegerii conflictelor legale dintre stat și biserică în Sicilia și a fost esențială pentru înțelegerea structurii sociale și politice a regatului italian în perioada respectivă. De asemenea, a fost un punct de referință în cadrul studiilor istorice și juridice legate de conflictele între autoritățile religioase și cele civile din sudul Italiei.

## Răspândire
De-a lungul timpului, lucrarea lui Natoli La Rosa a fost recunoscută ca o sursă importantă pentru cercetătorii din domeniul dreptului și istoriei, și a fost citată în diverse lucrări care abordează subiecte legate de istoria Siciliei și de disputele legale din perioada post-unitară.